# Pouilly-sur-Meuse
Pouilly-sur-Meuse is een gemeente in het Franse departement Meuse (regio Grand Est) en telt 184 inwoners (2005). De plaats maakt deel uit van het arrondissement Verdun.

## Geografie
De oppervlakte van Pouilly-sur-Meuse bedraagt 11,6 km², de bevolkingsdichtheid is 15,9 inwoners per km².
De onderstaande kaart toont de ligging van Pouilly-sur-Meuse met de belangrijkste infrastructuur en aangrenzende gemeenten.

## Demografie
Onderstaande figuur toont het verloop van het inwonertal (bron: INSEE-tellingen).